# Михаил Ролев
Михаил Костадинов Ролев е български футболист, вратар.

## Биография
Роден е на 16 ноември 1969 г. в град Стамболийски. Висок е 185 см и тежи 77 кг. Играл е за Ботев (Пловдив), Добруджа, Монтана, Велбъжд, Черно море, Пирин, Камено, Спартак (Плевен) и Хасково.
Бронзов медалист през 1993 и 1994 с Ботев (Пд) и през 1999, 2000 и 2001 г. с Велбъжд. Финалист за купата на страната през 1991, 1993 и 1995 с Ботев (Пд) и през 2001 с Велбъжд, финалист е и за Купата на ПФЛ през 1996 г. с Монтана. За Ботев е изиграл 2 мача в турнира за купата на УЕФА.

## Статистика по сезони
- Ботев (Пд) – 1990/91 – А група, 4 мача
- Ботев (Пд) – 1991/92 – А група, 11 мача
- Ботев (Пд) – 1992/93 – А група, 7 мача
- Ботев (Пд) – 1993/94 – А група, 5 мача
- Добруджа – 1994/95 – А група, 18 мача
- Монтана – 1995/96 – А група, 20 мача
- Монтана – 1996/97 – А група, 29 мача
- Монтана – 1997/ес. - А група, 15 мача
- Велбъжд – 1998/пр. - А група, 12 мача
- Велбъжд – 1998/99 – А група, 7 мача
- Велбъжд – 1999/00 – А група, 15 мача
- Велбъжд – 2000/01 – А група, 20 мача
- Черно море – 2001/ес. - А група, 8 мача
- Пирин – 2003/пр. - Б група, 1 мач
- Пирин – 2003/ес. - Б група, 9 мача
- Камено – 2004/пр. - В група, 14 мача
- Спартак (Плевен) – 2004/ес. - Б група, 7 мача
- Хасково – 2005/пр. - В група, 15 мача
- Хасково – 2005/ес. - Б група, 1 мач
- Хебър – 2008/09 - В група